# کرکر (سوریه)

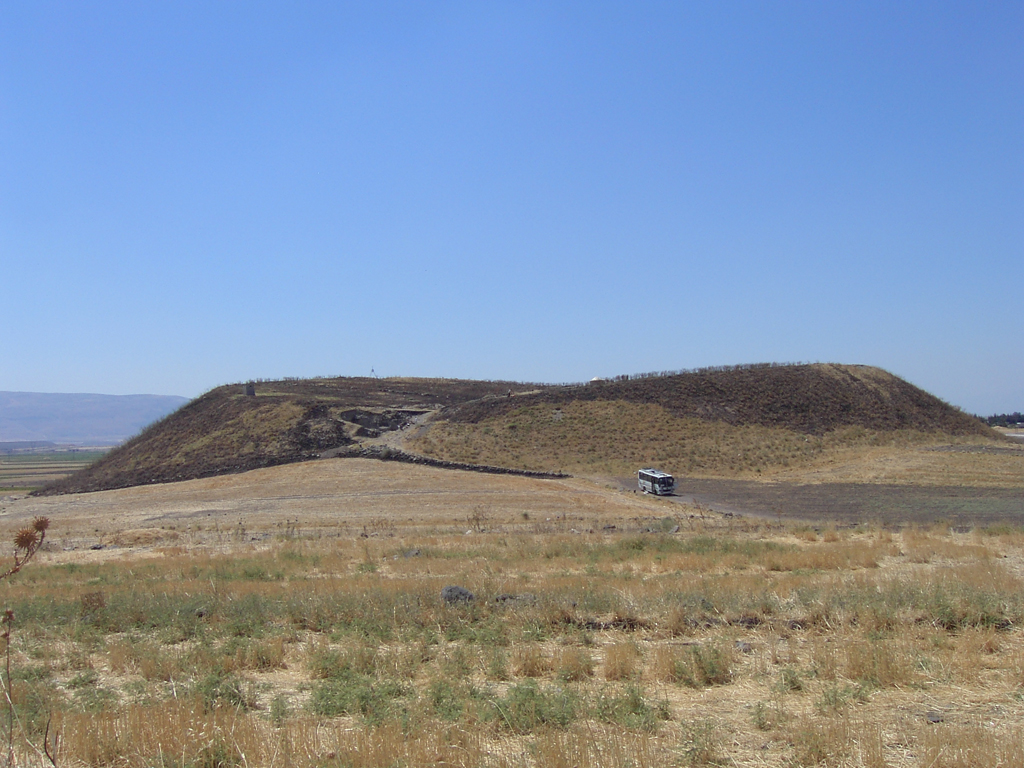
کرکر یا قرقر

کرکر یا قرقر (Qarqar, Carcar, Karkar)شهری باستانی بوده است در شمالغرب کشور سوریه که نبرد قرقر در آن یا در حدود آن اتفاق افتاده است.